# 1358
1358 (MCCCLVIII) a fost un an obișnuit al calendarului iulian, care a început într-o zi de miercuri.

## Evenimente
- Revolta Jacqueria. Mișcare socială izbucnită în Franța, de către țărani împotriva abuzurilor engleze, încheiată cu înfrângerea țăranilor conduși de Guillaume Cale.

## Nașteri
- 24 august: Ioan I, viitor rege al Castiliei (d. 1390)

## Decese
- 22 august: Isabela a Franței, soția regelui Eduard al II-lea al Angliei (n.c. 1295)